# Panurge
Panurge es una ópera (titulada 'Haulte farce musicale') en tres actos con música de Jules Massenet y libreto en francés de Georges Spitzmuller y Maurice Boukay, basado en Pantagruel de Rabelais.  Se estrenó en el Théâtre de la Gaîté en París el 25 de abril de 1913, casi un año después de la muerte de Massenet, una de las tres óperas que el compositor había estrenado póstumamente, siendo las otras Cleopatra (1914) y Amadís (1922).

## Personajes
| Personaje                                                                   | Tesitura      | Reparto del estreno, 25 de abril de 1913 (Director: A. Amalou) |
| --------------------------------------------------------------------------- | ------------- | -------------------------------------------------------------- |
| Pantagruel                                                                  | tenor         | Giovanni Martinelli                                            |
| Panurge                                                                     | barítono      | Vanni Marcoux                                                  |
| Ribaude, Thélémite                                                          | soprano       | Zina Brozia                                                    |
| Hermano Jean des Entommeurs, abad de Thélème                                | barítono      | Dinh Gilly                                                     |
| Colombe, esposa de Panurge                                                  | contralto     | Lucy Arbell                                                    |
| Reina Baguenaude de los Lanternois                                          | soprano       | Maïna Doria                                                    |
| Angoulevent, "príncipe des sotz"                                            | barítono      | Éric Audoin                                                    |
| Alcofibras, posadero                                                        | barítono      | Walter Alberti                                                 |
| Gringoire "mère sotte"                                                      | tenor         | Raveau                                                         |
| Brid'oye, jurista                                                           | tenor         | Delgal                                                         |
| Rondilibis, doctor                                                          | tenor         | Godet                                                          |
| Trouillogan, filósofo                                                       | barítono      | Lacombe                                                        |
| Raminagrobis, poeta                                                         | barítono      | Royer                                                          |
| Gymnaste, escudero de Pantagruel                                            | barítono      | Henri Marchand                                                 |
| Malcorne, escudero de Pantagruel                                            | barítono      | Garrus                                                         |
| Carpalin, escudero de Pantagruel                                            | barítono      | Desrais                                                        |
| Épistémon, escudero de Pantagruel                                           | barítono      | Lokner                                                         |
| Un heraldo                                                                  | barítono      | Bréfel                                                         |
| Un burgués                                                                  | barítono      | Guillot                                                        |
| Dindenault, comerciante de ovejas                                           | papel hablado | L. Muratet                                                     |
| Coro: parisinos, burgueses, thelemitas, comerciantes, coldados, Lanternois. |               |                                                                |